# Promiscuous
"Promiscuous" is een van de drie leadsingles en de tweede Nederlandse single van het album Loose, van de Canadese zangeres Nelly Furtado. Voorganger was "Maneater". De single is uitgekomen op 18 augustus 2006 in de hele wereld. Uitzondering hierop is Amerika, waar het de eerste single van het album was en het al in april 2006 verscheen. De single is geproduceerd en met zang van producer Timbaland. Het nummer was wereldwijd Furtado's beste single tot "Say It Right" werd uitgebracht. Mede door beide successen werd Loose Furtado's meest succesvolle album.

## Tracks
1. "Promiscuous"  (Radio edit)
2. "Crazy"  (Radio 1 Live Lounge Version)

## Betekenis
Promiscuous, in het Nederlands promiscue gedrag, betekent 'Veel relaties hebbend'. Promiscuous was de eerste samenwerking van Nelly Furtado met rapper/producer Timbaland en ze vond een bepaald personage (een Promiscuous Girl) in het lied die de bron vormde voor het album Loose.
| Promiscuous in de Nederlandse Top 40 Binnen: 9 september 2006 | Promiscuous in de Nederlandse Top 40 Binnen: 9 september 2006 | Promiscuous in de Nederlandse Top 40 Binnen: 9 september 2006 | Promiscuous in de Nederlandse Top 40 Binnen: 9 september 2006 | Promiscuous in de Nederlandse Top 40 Binnen: 9 september 2006 | Promiscuous in de Nederlandse Top 40 Binnen: 9 september 2006 | Promiscuous in de Nederlandse Top 40 Binnen: 9 september 2006 | Promiscuous in de Nederlandse Top 40 Binnen: 9 september 2006 | Promiscuous in de Nederlandse Top 40 Binnen: 9 september 2006 | Promiscuous in de Nederlandse Top 40 Binnen: 9 september 2006 | Promiscuous in de Nederlandse Top 40 Binnen: 9 september 2006 | Promiscuous in de Nederlandse Top 40 Binnen: 9 september 2006 | Promiscuous in de Nederlandse Top 40 Binnen: 9 september 2006 | Promiscuous in de Nederlandse Top 40 Binnen: 9 september 2006 |
| Week                                                          | 1                                                             | 2                                                             | 3                                                             | 4                                                             | 5                                                             | 6                                                             | 7                                                             | 8                                                             | 9                                                             | 10                                                            | 11                                                            | 12                                                            | 13                                                            |
| ------------------------------------------------------------- | ------------------------------------------------------------- | ------------------------------------------------------------- | ------------------------------------------------------------- | ------------------------------------------------------------- | ------------------------------------------------------------- | ------------------------------------------------------------- | ------------------------------------------------------------- | ------------------------------------------------------------- | ------------------------------------------------------------- | ------------------------------------------------------------- | ------------------------------------------------------------- | ------------------------------------------------------------- | ------------------------------------------------------------- |
| Nummer                                                        | 26                                                            | 21                                                            | 13                                                            | 9                                                             | 9                                                             | 10                                                            | 12                                                            | 15                                                            | 16                                                            | 16                                                            | 24                                                            | 28                                                            | 37                                                            |